# Ptinus biformis
Ptinus biformis là một loài bọ cánh cứng trong họ Ptinidae. Loài này được Reitter in Leder miêu tả khoa học năm 1880.